# Кам'яна селищна рада
Ка́м'яна се́лищна ра́да — адміністративно-територіальна одиниця та орган місцевого самоврядування в Вільнянському районі Запорізької області. Адміністративний центр — селище міського типу Кам'яне.

## Загальні відомості
Кам'яна селищна рада утворена в 1957 році.
- Територія ради: 1,532 км²
- Населення ради: 1231 особа (станом на 2015 рік)[1]
- Територією ради протікає річка Мокра Московка

## Населені пункти
Селищній раді підпорядковані населені пункти:
- смт Кам'яне

## Склад ради
Рада складається з 18 депутатів та голови.
- Голова ради: Леончук Наталія Валеріївна

### Керівний склад попередніх скликань
| Прізвище, ім'я, по батькові    | Основні відомості                                                        | Дата обрання | Дата звільнення |
| ------------------------------ | ------------------------------------------------------------------------ | ------------ | --------------- |
| Вілісов Володимир Петрович     | Селищний голова, 1947 року народження, безпартійний                      | 26.03.2006   | 31.10.2010      |
| Шкляров Анатолій Володимирович | Селищний голова, 1960 року народження, освіта вища                       | 31.10.2010   | 21.03.2013      |
| Леончук Наталія Валеріївна     | Селищний голова, 1974 року народження, освіта вища, член Партії регіонів | 15.12.2013   |                 |

Примітка: таблиця складена за даними сайту Верховної Ради України

### Депутати
За результатами місцевих виборів 2010 року депутатами ради стали:

#### За суб'єктами висування
| Суб'єкт висування | Кількість обраних депутатів | %    |
| ----------------- | --------------------------- | ---- |
| Партія регіонів   | 14                          | 77,8 |
| Самовисування     | 4                           | 22,2 |

#### За округами
| № округу        | Прізвище, ім'я, по батькові       | Дата визнання обраним | Освіта  | Партійна приналежність | Відомості про обраного депутата    |
| --------------- | --------------------------------- | --------------------- | ------- | ---------------------- | ---------------------------------- |
| Партія регіонів |                                   |                       |         |                        |                                    |
| 1               | Владімірова Тетяна Олегівна       | 03.11.2010            | вища    | член Партії регіонів   | ВАТ ЯГК, поліровщик                |
| 2               | Савенко Світлана Миколаївна       | 03.11.2010            | вища    | член Партії регіонів   | дитячий садок, вихователь          |
| 4               | Дудник Любов Миколаївна           | 03.11.2010            | вища    | член Партії регіонів   | ВАТ ЯГК, машиніст крану            |
| 5               | Леончук Наталія Валеріївна        | 03.11.2010            | вища    | член Партії регіонів   | Кам.селищрада, секретар            |
| 6               | Тітаренко Наталія Олександрівна   | 03.11.2010            | вища    | член Партії регіонів   | КВК-101, економіст                 |
| 7               | Мирошник Алла Григорівна          | 03.11.2010            | середня | член Партії регіонів   | ВАТ ЯГК, машиніст компресор        |
| 8               | Назалєвич Наталя Анатоліївна      | 03.11.2010            | вища    | член Партії регіонів   | ДНЗ «Барвінок», вихователь         |
| 10              | Рибка Анжеліка Олександрівна      | 03.11.2010            | вища    | член Партії регіонів   | тимчасово не працює                |
| 11              | Травян Яна Сергіївна              | 03.11.2010            | вища    | член Партії регіонів   | Кам.загальноосвітня школа, вчитель |
| 12              | Жужа Оксана Борисівна             | 03.11.2010            | вища    | член Партії регіонів   | тимчасово не працює                |
| 14              | Лапіна Ніна Миколаївна            | 03.11.2010            | вища    | член Партії регіонів   | пенсіонер                          |
| 16              | Шосталь Людмила Григорівна        | 03.11.2010            | вища    | член Партії регіонів   | пенсіонер                          |
| 17              | Цімер Юрій Васильович             | 03.11.2010            | середня | член Партії регіонів   | МКК-3, бульдозерист                |
| 18              | Максименко Олена Анатоліївна      | 03.11.2010            | вища    | член Партії регіонів   | ВСІ, зав.канц.                     |
| Самовисування   |                                   |                       |         |                        |                                    |
| 3               | Козубський Костянтин Анатолійович | 03.11.2010            | середня | позапартійний          | ВАТ ЯГК, електрогазозварювальник   |
| 9               | Солов'янов Віктор Григорович      | 03.11.2010            | середня | позапартійний          | пенсіонер                          |
| 13              | Жукова Людмила Василівна          | 03.11.2010            | середня | позапартійна           | ДНЗ «Барвінок», охоронець          |
| 15              | Мацко Оксана Василівна            | 03.11.2010            | вища    | позапартійна           | ВАТ ЯГК, нач.від.кадрів            |